# Cuvée de Bouillon
Cuvée de Bouillon is een Belgisch bier. Het wordt gebrouwen door Brasserie de Bouillon te Sensenruth, een deelgemeente van Bouillon.
Cuvée de Bouillon is een blond bier van hoge gisting met een alcoholpercentage van 6,5%. Het werd voor het eerst gebrouwen in 1996 in een brouwerij in Namen. Vanaf 1998 wordt het in de eigen brouwerij gebrouwen.